# Alena Kuptschyna

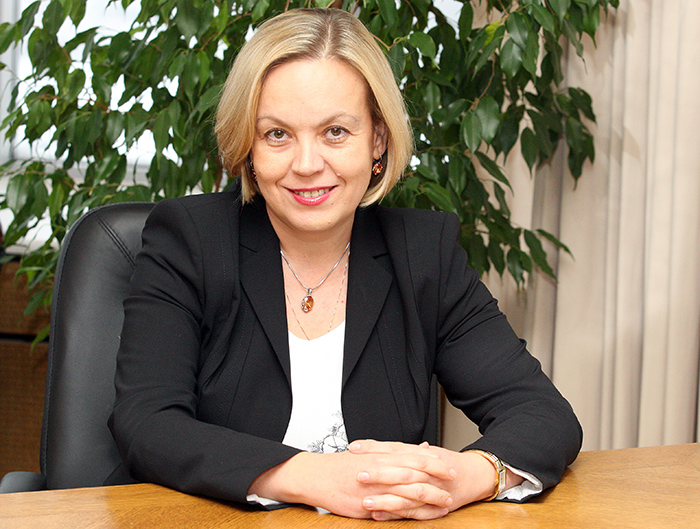
Alena Kuptschyna (2013)

Alena Mikalajeuna Kuptschyna (auch Alena Kupchyna, belarussisch Алена Мікалаеўна Купчына; * 14. August 1965 in Minsk, Weißrussische SSR, Sowjetunion) ist eine belarussische Diplomatin und Botschafterin. Sie ist seit 2020 OSZE-Koordinatorin zur Bekämpfung transnationaler Bedrohungen. Bis Februar 2020 war sie Botschafter ihres Landes in Österreich und Ständige Vertreterin bei der Organisation für Sicherheit und Zusammenarbeit in Europa (OSZE) in Wien.

## Berufsweg
Alena Kuptschyna wurde 1965 in Minsk geboren. Sie absolvierte die Belarussische Staatsuniversität und wurde in Rechtswissenschaften promoviert. Sie war wissenschaftliche Mitarbeiterin am Institut für Philosophie und Recht der Belarussischen Akademie der Wissenschaften. Kuptschyna trat 1992 in den diplomatischen Dienst ein. Beim Außenministerium war sie stellvertretende Direktorin der Rechtsabteilung und zuletzt Direktorin der Abteilung für humanitäre Zusammenarbeit und Menschenrechte. Als stellvertretende Ständige Vertreterin ihres Landes war sie bei den Vereinten Nationen und anderen internationalen Organisationen in Genf tätig.
Alena Kuptschyna wurde 2006 zur Botschafterin ihres Landes in Ungarn akkreditiert. Zwei Jahre später übergab sie ihr Akkreditierungsschreiben als nichtresidierende Botschafterin in Slowenien. Im Jahr 2012 kehrte sie nach Minsk zurück, wo sie als stellvertretende Außenministerin mit Themen der Europäischen Union und der OSZE befasst war. Im Dezember 2016 wurde Kuptschyna außerordentliche und bevollmächtigte Botschafterin in der Republik Österreich sowie nichtresidierend in Kroatien und Slowenien.
Kuptschyna war ebenfalls Ständige Vertreterin bei der OSZE. Im Juli 2017 gehörte sie zu den fünf Kandidaten für das Amt des Generalsekretärs der OSZE. Dabei konnte sich der Schweizer Thomas Greminger durchsetzen. Nach Beendigung ihrer Amtszeit im Februar 2020 wechselte Kuptschyna als Koordinatorin zur Bekämpfung transnationaler Bedrohungen zur OSZE, Nachfolger als Botschafter wurde im September 2020 Andrei Dapkiunas. In ihrem Amt unterstützt die Teilnehmerstaaten der OSZE in den Bereichen Terrorismusbekämpfung sowie Extremismus, Sicherheit der Informations- und Kommunikationstechnik, Sicherheit der Grenzen, strategischer Polizeiarbeit und Bekämpfung der organisierten Kriminalität.
Kuptschyna spricht fließend Belarussisch, Russisch, Englisch, Französisch und hat Grundkenntnisse in Ungarisch.